# Bob ai V Giochi olimpici invernali - Bob a due maschile
La gara di bob a due maschile ai V Giochi olimpici invernali si è disputata tra il 30 e il 31 gennaio a Sankt Moritz.

## Atleti iscritti
| America (6)                                                  | America (6)                                     |
| ------------------------------------------------------------ | ----------------------------------------------- |
| - Argentina (2)                                              | - Stati Uniti (4)                               |
| Europa (26)                                                  |                                                 |
| - Belgio (4) - Cecoslovacchia (2) - Francia (4) - Italia (4) | - Norvegia (4) - Regno Unito (4) - Svizzera (4) |

## Risultati
| Pos. | Nazione          | Atleti                               | Manche1 | Manche2 | Manche3 | Manche4 | Totale | Distacco |
| ---- | ---------------- | ------------------------------------ | ------- | ------- | ------- | ------- | ------ | -------- |
|      | Svizzera II      | Felix Endrich Friedrich Waller       | 1:22.4  | 1:22.7  | 1:21.7  | 1:22.4  | 5:29.2 |          |
|      | Svizzera I       | Fritz Feierabend Paul Eberhard       | 1:23.7  | 1:24.0  | 1:21.4  | 1:21.3  | 5:30.4 | +1.2     |
|      | Stati Uniti II   | Fred Fortune Sky Carron              | 1:25.5  | 1:24.1  | 1:22.5  | 1:23.2  | 5:35.3 | +6.1     |
| 4    | Belgio I         | Max Houben Jacques Mouvet            | 1:24.4  | 1:24.4  | 1:24.5  | 1:24.2  | 5:37.5 | +8.3     |
| 5    | Gran Bretagna I  | William Coles Raymond Collings       | 1:25.2  | 1:24.4  | 1:24.2  | 1:24.1  | 5:37.9 | +8.7     |
| 6    | Italia II        | Mario Vitali Dario Poggi             | 1:25.0  | 1:25.0  | 1:23.8  | 1:24.2  | 5:38.0 | +8.8     |
| 7    | Norvegia II      | Arne Holst Ivar Johansen             | 1:25.6  | 1:25.0  | 1:23.7  | 1:23.9  | 5:38.2 | +9.0     |
| 8    | Italia I         | Nino Bibbia Edilberto Campadese      | 1:25.1  | 1:25.1  | 1:24.0  | 1:24.4  | 5:38.6 | +9.4     |
| 9    | Stati Uniti I    | Tuffield A. Latour Leo Martin        | 1:24.9  | 1:24.8  | 1:24.1  | 1:25.4  | 5:39.2 | +10.0    |
| 10   | Belgio II        | Marcel Leclef Louis-Georges Niels    | 1:26.8  | 1:24.9  | 1:23.6  | 1:24.5  | 5:39.8 | +10.6    |
| 11   | Francia I        | Achille Fould Henri Evrot            | 1:25.8  | 1:25.3  | 1:24.7  | 1:24.6  | 5:40.4 | +11.2    |
| 12   | Francia II       | William Hirigoyen Louis Saint-Calbre | 1:25.8  | 1:25.0  | 1:24.9  | 1:24.8  | 5:40.5 | +11.3    |
| 13   | Norvegia I       | Bjarne Schrøen Gunnar Thoresen       | 1:27.1  | 1:27.1  | 1:26.1  | 1:26.2  | 5:46.5 | +17.3    |
| 14   | Cecoslovacchia I | Max Ippen Eduard Novotný             | 1:27.2  | 1:26.4  | 1:26.3  | 1:26.7  | 5:46.6 | +17.4    |
| 15   | Argentina I      | Marcello de Ridder Héctor Tomasi     | 1:29.2  | 1:28.5  | 1:27.8  | 1:27.3  | 5:52.8 | +23.6    |
|      | Gran Bretagna II | Anthony Gadd Basil Wellicome         | 1:27.9  | 1:26.8  | DNF     |         |        |          |